# Eduardo Oliveira e Sousa
Eduardo Manuel Drummond de Oliveira e Sousa (nascido a 5 de maio de 1953, em Salvaterra de Magos, Portugal) é um engenheiro agrónomo e político português. É licenciado em Engenharia Agronómica pelo Instituto Superior de Agronomia, em Lisboa, tendo participado no PAGE 30 - Programa Avançado de Gestão para Executivos -, lecionado pela Universidade Católica Portuguesa.
Foi Diretor Agrícola da Estação Zootécnica Nacional (1979-1983), Professor Assistente de Agricultura Geral e Máquinas Agrícolas, e Pastagens e Forragens, na Escola Superior Agrária de Santarém (1981-1984) e Diretor Agrícola da primeira fábrica de Açúcar instalada em Portugal continental, SUCRAL (1986-1989), responsável pela introdução da cultura da beterraba sacarina.
Durante três décadas (1983-2013), foi o Representante do Estado e Diretor Executivo da Associação de Regantes do Vale do Sorraia, organismo responsável pela Obra de Rega do Vale do Sorraia, que beneficia 15.000 hectares de terras no Alentejo e Ribatejo.
Foi Presidente da Confederação dos Agricultores de Portugal (CAP) em dois mandatos, de 2017 a 2023, tendo sido anteriormente seu Vice-Presidente (2005-2008).
Possui um longo percurso de mais de trinta anos de dedicação ao movimento associativo agrícola. Fundador e actualmente presidente da AG da Associação dos Produtores Florestais de Coruche; Fundador da Sociedade Portuguesa de Pastagens e Forragens; Fundador e diretor da Associação dos Jovens Agricultores de Coruche e Vale do Sorraia; Diretor da Associação de Beneficiários da Lezíria Grande de Vila Franca de Xira; Presidente da Direção da ANPC – Associação Nacional de Proprietários Rurais, Gestão Cinegética e Biodiversidade (1994-2014), membro dos órgãos sociais da Cooperativa do Vale do Sorraia.
A 10 de março de 2024, foi eleito deputado à Assembleia da República pelo Partido Social Democrata, pelo círculo eleitoral de Santarém.